# Riikka Pulkkinen
Riikka Pulkkinen (Tampere, 8 juli 1980) is een schrijver uit Finland. Ze studeerde literatuur en filosofie aan de Universiteit van Helsinki.

## Boeken
Haar debuutroman Raja verscheen in 2006. De roman vertelt het verhaal van een hoogleraar die haar man met de ziekte van Alzheimer beloofd heeft hem te helpen sterven als hij zich niets meer herinnert. De tweede verhaallijn laat ons kennis maken met de zestienjarige Mari, die hevig verliefd is op haar veel oudere leraar. De liefde wordt, verrassend genoeg, beantwoord. Het boek behandelt de vraag waar de grens ligt tussen goed en fout. Raja ontving lovende kritiek en was de best verkochte debuutroman van 2006 in Finland. In 2014 werd het bewerkt tot een driedelige tv-serie onder dezelfde titel.
Haar tweede roman werd in Finland in 2010 als Totta uitgegeven. Het boek gaat over drie generaties vrouwen en een lang bewaard gebleven familiegeheim. Elsa is stervende en wordt verzorgd door haar man Martti, haar dochter Eleonoora en haar kleindochter Anna. Anna komt per ongeluk achter het grote geheim van de familie: er bleek een tweede vrouw in het huwelijk van haar grootouders te zijn. De Nederlandse vertaling kwam in 2011 uit onder de titel Echt waar. Het boek geldt als haar internationale doorbraak: met 17 vertalingen (stand begin 2024) is het haar meest vertaalde boek.
Later werden nog drie van haar romans in het Nederlands vertaald.